# Baugé
Baugé fou un municipi francès al departament de Maine i Loira (regió de Maine i Loira). L'any 2007 tenia 3.511 habitants. L'1 de gener de 2013, Baugé es va fusionar amb altres quatre municipis (Montpollin, Pontigné, Saint-Martin-d'Arcé i Le Vieil-Baugé) i formar el municipi nou Baugé-en-Anjou, del qual Baugé des d'aleshores és un municipi delegat.

## Demografia

### Població
El 2007 la població de fet de Baugé era de 3.511 persones. Hi havia 1.505 famílies de les quals 626 eren unipersonals (230 homes vivint sols i 396 dones vivint soles), 498 parelles sense fills, 268 parelles amb fills i 113 famílies monoparentals amb fills. La població ha evolucionat segons el següent gràfic:

### Habitatges
El 2007 hi havia 1.779 habitatges, 1.532 eren l'habitatge principal de la família, 52 eren segones residències i 195 estaven desocupats. 1.336 eren cases i 389 eren apartaments. Dels 1.532 habitatges principals, 747 estaven ocupats pels seus propietaris, 764 estaven llogats i ocupats pels llogaters i 22 estaven cedits a títol gratuït; 117 tenien una cambra, 155 en tenien dues, 331 en tenien tres, 375 en tenien quatre i 554 en tenien cinc o més. 1.026 habitatges disposaven pel capbaix d'una plaça de pàrquing. A 784 habitatges hi havia un automòbil i a 408 n'hi havia dos o més.

### Piràmide de població
La piràmide de població per edats i sexe el 2009 era:
| Homes | Edats   | Dones |
| ----- | ------- | ----- |
| 0     | 95 o +  | 44    |
| 20    | 90 a 94 | 76    |
| 32    | 85 a 89 | 152   |
| 36    | 80 a 84 | 60    |
| 96    | 75 a 79 | 140   |
| 100   | 70 a 74 | 128   |
| 100   | 65 a 69 | 156   |
| 84    | 60 a 64 | 116   |
| 64    | 55 a 59 | 100   |
| 112   | 50 a 54 | 116   |
| 100   | 45 a 49 | 124   |
| 112   | 40 a 44 | 100   |
| 84    | 35 a 39 | 124   |
| 140   | 30 a 34 | 104   |
| 96    | 25 a 29 | 72    |
| 88    | 20 a 24 | 96    |
| 122   | 15 a 19 | 100   |
| 100   | 10 a 14 | 96    |
| 92    | 5 a 9   | 48    |
| 52    | 0 a 4   | 52    |

## Economia
El 2007 la població en edat de treballar era de 1.848 persones, 1.261 eren actives i 587 eren inactives. De les 1.261 persones actives 1.120 estaven ocupades (587 homes i 533 dones) i 142 estaven aturades (68 homes i 74 dones). De les 587 persones inactives 227 estaven jubilades, 109 estaven estudiant i 251 estaven classificades com a «altres inactius».

### Ingressos
El 2009 a Baugé hi havia 1.615 unitats fiscals que integraven 3.300,5 persones, la mediana anual d'ingressos fiscals per persona era de 15.177 €.

### Activitats econòmiques
Dels 251 establiments que hi havia el 2007, 4 eren d'empreses extractives, 9 d'empreses alimentàries, 1 d'una empresa de fabricació d'elements pel transport, 8 d'empreses de fabricació d'altres productes industrials, 24 d'empreses de construcció, 65 d'empreses de comerç i reparació d'automòbils, 8 d'empreses de transport, 18 d'empreses d'hostatgeria i restauració, 4 d'empreses d'informació i comunicació, 20 d'empreses financeres, 6 d'empreses immobiliàries, 29 d'empreses de serveis, 41 d'entitats de l'administració pública i 14 d'empreses classificades com a «altres activitats de serveis».
Dels 73 establiments de servei als particulars que hi havia el 2009, 1 era una oficina d'administració d'Hisenda pública, 1 gendarmeria, 1 oficina de correu, 7 oficines bancàries, 2 funeràries, 7 tallers de reparació d'automòbils i de material agrícola, 2 tallers d'inspecció tècnica de vehicles, 2 autoescoles, 4 paletes, 5 guixaires pintors, 5 fusteries, 6 lampisteries, 1 electricista, 5 perruqueries, 2 veterinaris, 2 agències de treball temporal, 12 restaurants, 4 agències immobiliàries, 2 tintoreries i 2 salons de bellesa.
Dels 34 establiments comercials que hi havia el 2009, 1 era un hipermercat, 1 un supermercat, 1 una botiga de més de 120 m², 5 fleques, 4 carnisseries, 2 llibreries, 8 botigues de roba, 1 una sabateria, 1 una botiga d'electrodomèstics, 1 una botiga de mobles, 2 botigues de material de revestiment de parets i terra, 2 drogueries, 2 perfumeries, 1 una joieria i 2 floristeries.
L'any 2000 a Baugé hi havia 7 explotacions agrícoles.

## Equipaments sanitaris i escolars
El 2009 hi havia un hospital de tractaments de mitja durada (seguiment i rehabilitació), dos psiquiàtrics, tres farmàcies i una ambulància. El 2009 hi havia dues escoles elementals. Baugé disposava de dos col·legis d'educació secundària amb 830 alumnes.

## Poblacions properes
El següent diagrama mostra les poblacions més properes.